# 2-브로모헥세인
2-브로모헥세인(영어: 2-bromohexane)은 화학식이 CH3CH(Br)(CH2)3CH3인 유기 브로민 화합물이다. 2-브로모헥세인은 무색의 액체이다. 화합물은 카이랄성이다. 대부분의 2-브로모알케인은 1-알켄에 브로민화 수소를 첨가하여 제조된다. 마르코프니코프 첨가는 자유 라디칼, 즉 2-브로모 유도체가 없을 때 진행된다.

## 같이 보기
- 1-브로모헥세인
- 1-브로모뷰테인
- 2-브로모뷰테인